# Trachyrincus villegai
Trachyrincus villegai är en fiskart som beskrevs av Pequeño, 1971. Trachyrincus villegai ingår i släktet Trachyrincus och familjen skolästfiskar. Inga underarter finns listade i Catalogue of Life.